# Столице
Столице је био српски квиз забавног карактера који је емитован од 2017. до 2019. године на телевизији О2. Аутор квиза је Душан Булић, а водитељ је био Срђан Динчић.

## Правила квиза
Водитељ Срђан Динчић шета градом са две столице у рукама тражећи такмичара. Такмичари одговарају на девет питања и имају право два пута да погреше. Уколико дају и трећи нетачан одговор, губе сав зарађени новац и завршавају учешће у квизу. Постоје две врсте помоћи, а то су помоћ кибицера и хитна помоћ. Користећи помоћ кибицера, такмичар може питати неког на ког наиђе да ли он/она зна одговор на дато питање. Користећи хитну помоћ, такмичар зове неког кога познаје на телефон и тражи помоћ око питања. Питања су сврстана у три категорије: у првој категорији свако тачно одговорено питање вреди хиљаду, у другој две хиљаде, а у трећој три хиљаде динара. Минимални износ који је могуће освојити је 12 000, док је максимална могућа сума новца 18 000 динара.

## Епизоде
| Сезона | Сезона | Број епизода   | Премијерно емитовање | Премијерно емитовање |
| Сезона | Сезона | Број епизода   | Почетак емитовања    | Завршетак емитовања  |
| ------ | ------ | -------------- | -------------------- | -------------------- |
|        | 1      | 81 (1 – 81)    | 11. септембар 2017.  | 30. децембар 2017.   |
|        | 2      | 85 (82 – 166)  | 5. март 2018.        | 29. јун 2018.        |
|        | 3      | 81 (167 – 247) | 10. септембар 2018.  | 31. децембар 2018.   |
|        | 4      | 20 (248 – 267) | 25. фебруар 2019.    | 22. март 2019.       |